# Mar del Kraken
El mar del Kraken es el cuerpo líquido más grande conocido de Titán, una de las lunas de Saturno. Sus principales componentes son los hidrocarburos en estado líquido. Fue descubierto por la sonda espacial Cassini-Huygens y bautizado en 2008 en referencia al kraken, un legendario monstruo marino.

## Descripción
El mar del Kraken es el mayor cuerpo líquido de los numerosos lagos presentes en la región del polo norte de Titán, zona en que se encuentra el 97 % del líquido superficial del satélite. De acuerdo con el Servicio Geológico de los Estados Unidos, la acumulación de líquidos en la región se debe a las deformaciones de la corteza, las cuales generan grandes fisuras que son llenadas por los fluidos de Titán.
El principal componente del mar del Kraken son hidrocarburos en estado líquido, especialmente metano. Tiene una profundidad de al menos 100 metros y probablemente más de 300 metros, su longitud máxima es de 1170 km, y abarca 500 000 km², dotándolo de una superficie mayor a la del mar Caspio.
Está conectado con el mar de Ligeia, el segundo cuerpo líquido más grande de Titán, y con el mar del Punga, el mar más septentrional.

## Geografía
Cerca de las coordenadas 67° N, 317° O de Titán se encuentra un estrecho de 17 km de ancho, similar en tamaño al estrecho de Gibraltar, conecta la zona del norte del Kraken con la zona del sur y puede ser un lugar de fuertes corrientes. Ha sido bautizado como Seldon Fretum. El nombre es en honor de Hari Seldon, personaje de la saga de la Fundación de Isaac Asimov, al cual se le añade la palabra fretum, que es el término latino para estrecho. Este estrecho, también conocido como “Garganta del Kraken”.